# 鄭茵聲
鄭茵聲（1988年3月28日—），台灣女歌手、女演員、女藝人，是網路搞笑短片團體「這群人TGOP」的團員。2014年與這群人當中的許展榮、許展瑞一起組成一個另類樂團「三個人」，致力於戲劇演出與音樂作品發表。作品有《回憶倒放》、《幸福註解》以及2023年11月發佈的《想吃泡麵》等新歌，2022年7月於台南、高雄、台北、屏東等地舉行《會演是英雄》巡演活動。

## 影視作品

### 電視劇
| 年份 | 片名               | 角色   | 性質     | 頻道             |
| ---- | ------------------ | ------ | -------- | ---------------- |
| 2014 | 一代新兵之八極少年 | 林秀青 | 主要演員 | 華視、年代MUCH台 |
| 2016 | 我和我的十七歲     | 劉曉芬 | 主要演員 | 台視、東森綜合台 |
| 2017 | 通靈少女           | 黃巧薇 | 主要演員 | 公視、HBO Asia   |
| 2017 | 獅子王強大         | 官晶晶 | 特別客串 | 台視、東森綜合台 |
| 2018 | 高塔公主           | 翁美燕 | 主要演員 | 台視、東森綜合台 |
| 2024 | 勇氣家族           | 陳映月 | 主要演員 | 華視、公視台語台 |

### 電影
| 年份 | 片名         | 角色   | 性質     |
| ---- | ------------ | ------ | -------- |
| 2015 | 我的少女時代 | 沈佳儀 | 其他演員 |
| 2016 | 銷售奇姬     | 盧碧枝 | 其他演員 |
| 2019 | 一吻定情     | 小森   | 其他演員 |
| 2024 | 鬼天廈       | 怡婷   |          |

### 電影中文配音
- 2017年《表情符號電影》飾潔玉（Jailbreak）

### 舞台劇
- 2022年《會演是英雄》

### 微電影
- 2013年 《新北市政府愛護動物生命教育》

## 音樂作品

### 三個人 單曲
- 2014 《皮在癢》
- 2016 《這是我》
- 2018 《卡關》

### 這群人
- 2014 《難忘的家中美味--RAP版》鄭茵聲、許展瑞 演唱

### 個人 單曲
- 2014 《難忘的家中美味--(女)》
- 2018  東森戲劇《高塔公主》片頭曲， 首支個人單曲《稻草》
- 2018  《我家北鼻最棒了》主題曲《愛情日期》
- 2019 《月村歡迎你》插曲《陽光燦爛的原因》
- 2020 《當你孤單你會想起誰》-- 與 劉書宏
- 2021 《回憶倒放》
- 2022 《幸福註解》
- 2023 《想吃泡麵》

### 個人 專輯
- 2019「預告幸福」

```
       ->《預告幸福》
       ->《暗戀萬歲》
       ->《謝謝你》
       ->《陽光燦爛的原因》
       ->《特別存在（茵木花道版）》- 與 木星(
林牧昕
)
       ->《你對我好好》
       ->《稻草》
       ->《特別存在》
       ->《愛情日期》
```

## 外部連結
- 鄭茵聲在互联网电影资料库（IMDb）上的資料（英文）